# 朱信
朱信（?—?），宋州砀山人，是朱誠的父親，朱温的祖父。
朱温被封为梁王时，追封祖父为武元王。907年，朱温登位後，他被尊為皇帝，廟號后梁宪祖，諡號昭武皇帝，皇陵稱光天陵。